# Shigeru Takahashi
Shigeru Takahashi (jap. 高橋 茂 Takahashi Shigeru) – japoński piłkarz, reprezentant kraju.

## Kariera reprezentacyjna
W reprezentacji Japonii zadebiutował 27 sierpnia 1927 w meczu przeciwko reprezentacji Chin. W sumie w reprezentacji wystąpił w 2 spotkaniach.

## Statystyki
| Reprezentacja Japonii | Reprezentacja Japonii | Reprezentacja Japonii |
| Rok                   | Mecze                 | Gole                  |
| --------------------- | --------------------- | --------------------- |
| 1927                  | 2                     | 0                     |
| Razem                 | 2                     | 0                     |